# オア＝ユーイング準男爵
オア＝ユーイング準男爵（Orr-Ewing baronets）は、イギリスの準男爵位。オア＝ユーイング家により2回創設されており、いずれも連合王国準男爵位である。どちらも現存している。

## バリキンレイン＝レノックスバンクのオア＝ユーイング準男爵 (1886年)
スターリング州におけるキラーン教区のバリキンレインおよびダンバートン州におけるボンヒル教区のレノックスバンクのオア＝ユーイング準男爵（Orr-Ewing Baronetcy, of Ballikinrain in the parish of Killearn in the County of Stirling and of Lennoxbank in the parish of Bonhill in the County of Dunbarton）は、ダンバートンシャー選挙区選出の保守党の庶民院議員だったサー・アーチボルド・オア＝ユーイングが1886年3月8日に連合王国準男爵位として叙位されたのに始まる。その孫の4代準男爵ノーマン・オア＝ユーイングは少将まで昇進した陸軍軍人である。現在の当主はその孫である6代準男爵アーチボルド・オア＝ユーイングである。
- 初代準男爵サー・アーチボルド・オア＝ユーイング（英語版） (1818–1893)
- 2代準男爵サー・ウィリアム・オア＝ユーイング (1848–1903)
- 3代準男爵サー・アーチボルド・アーネスト・オア・ユーイング (1853–1919)
- 4代準男爵サー・ノーマン・アーチボルド・オア＝ユーイング (1880-1960)
- 5代準男爵サー・ロナルド・アーチボルド・オア＝ユーイング (1912-2002)
- 6代準男爵サー・アーチボルド・ドナルド・オア＝ユーイング (1938-)
  - 法定推定相続人は現当主の息子アラステア・フレデリック・アーチボルド・オア＝ユーイング (1982-)

## ヘンドンのオア＝ユーイング準男爵 (1963年)
ミドルセックス州におけるヘンドンのオア＝ユーイング準男爵（Orr-Ewing Baronetcy, of Hendon in the County of Middlesex）は、上記初代準男爵アーチボルド・オア＝ユーイングの四男ジョン・オア＝ユーイングの孫にあたり、ヘンドン・ノース選挙区選出の保守党の庶民院議員だったイアン・オア・ユーイングが1963年6月27日に連合王国準男爵として叙位されたのに始まる。ついで1971年には一代貴族のハートフォードシャー州におけるリトル・バーカムステッドのオア＝ユーイング男爵（Baron Orr-Ewing, of Little Berkhamsted in the County of Hertfordshire）に叙位されて貴族院議員に転じている。初代準男爵の死後、その長男であるアリステア・オア＝ユーイングが2代準男爵を継承。現在も彼が当主である。
- 初代準男爵サー・チャールズ・イアン・オア・ユーイング（英語版） (1912–1999) 1971年に一代貴族オア＝ユーイング男爵
- 2代準男爵サー・アリステア・サイモン・オア＝ユーイング (1940-)
  - 法定推定相続人は現当主の息子アーチー・キャメロン・オア＝ユーイング (1969-)